# Бугаевская волость (Изюмский уезд)
Бугаевская во́лость — историческая административно-территориальная единица Изюмского уезда Харьковской губернии с волостным правлением в слободе Бугаевка.
По состоянию на 1885 год состояла из 6 поселений, 6 сельских общин. Население — 5154 человека (2612 человек мужского пола и 2542 — женского), 799 дворовых хозяйств.
|                       | Площадь | В т.ч. пахотной |
| --------------------- | ------- | --------------- |
| Сельских общин        | 6757    | 3379            |
| Частной собственности | 17874   | 4115            |
| Другой собственности  | 480     | 480             |
| В целом               | 25111   | 7974            |

Основные поселения волости:
- Бугаевка - бывшая владельческая слобода при реке Сухой Изюмец в 35 верстах от уездного города, 318 дворов, 1920 жителей. В слободе волостное правление, православная церковь, школа, почтовая станция, постоялый двор, 2 лавки, 2 ярмарки (25 марта и 26 сентября).[1]
- Боголюбовка - бывшая владельческая деревня при реке Сохой Изюмец, 90 дворов, 649 жителей.[1]
- Федоровка - бывшая владельческая деревня, 133 двора, 815 жителей.[1]
- Чистоводовка - бывшая владельческая деревня при реке Сухой Изюмец, 200 дворов, 1187 жителей, школа.[1]

Храмы волости:
- Николаевская церковь в деревне Чистоводовка.[2]
- Рождество-Богородичная церковь в деревне Федоровка.[2]